# 中山優馬のYUMAにあ
『中山優馬のYUMAにあ』（なかやまゆうまのゆうまにあ）は2020年2月4日からRKB毎日放送（RKBラジオ）で放送されているトーク番組である。

## 番組概要
中山にとって福岡での初レギュラー番組かつRKBラジオにとってジャニーズ事務所所属タレントの初レギュラー番組。なお、番組タイトルの"YUMA"は"優馬"と"UMA"がかかっており、月替わりにパーソナリティを招き、互いの"未確認情報"を発見していくというコンセプトになっている。

## 放送時間
- 毎週火曜日 23:00 - 23:30（JST。2020年2月4日 - ）

## パーソナリティ
- 中山優馬

## マンスリーパーソナリティ
2020年
2月：藤原さくら、3月：植田真梨恵、4月：黒木渚、5月：家入レオ、6月：中澤裕子、7月：中村あゆみ、8月：梅田彩佳

## 現在のコーナー
ガチャガチャQ
ゲストパーソナリティと中山が質問の入ったガチャポンを引き、互いの"未確認情報"を掘り下げていくコーナー。
優馬くん!ボナペティ♪
中山に教えたい"世の中の未確認情報"を紹介するコーナー。